# Sutton on Sea
Sutton on Sea – wieś w Anglii, w hrabstwie Lincolnshire, w dystrykcie East Lindsey. Leży 56 km na wschód od Lincoln i 202 km na północ od Londynu.
Należy do miasta i gminy Mablethorpe and Sutton.